# April 2024
Portal Geschichte | Portal Biografien | Aktuelle Ereignisse | Jahreskalender | Tagesartikel

◄ |
20. Jahrhundert |
21. Jahrhundert

◄ |
1990er |
2000er |
2010er |
2020er
| 2030er | 2040er

◄ |
2020 |
2021 |
2022 |
2023 |
2024
| 2025 | 2026 | 2027 | 2028 | ►

◄ |
Januar 2024 |
Februar 2024 |
März 2024 |
April 2024 |
Mai 2024 |
Juni 2024 |
Juli 2024 |
►
Dieser Artikel behandelt tagesbezogene Nachrichten und Ereignisse im April 2024. Eine Artikelübersicht zu thematischen „Dauerbrennern“ und zu länger andauernden Veranstaltungen findet sich auf der Seite zu den laufenden Ereignissen.

## Tagesgeschehen

### Montag, 1. April 2024
- Berlin/Deutschland: Das Cannabisgesetz, das den privaten Besitz, Anbau und medizinisch-wissenschaftlichen Gebrauch von Cannabis in Deutschland unter bestimmten Voraussetzungen legalisiert, tritt in Kraft.
- Damaskus/Syrien: Israelischer Luftangriff auf das iranische Konsulat in Damaskus 2024: Israel verübt einen Luftangriff auf ein iranisches Konsulat und tötet Mohammad Reza Zahedi.[1][2]

### Dienstag, 2. April 2024
- Istanbul/Türkei: Bei einem Brand im Nachtclub Gayrettepe in Istanbul werden 29 Menschen getötet und acht weitere verletzt.

### Mittwoch, 3. April 2024
- Hualien/Taiwan: Ein schweres Erdbeben der Stärke 7,2 erschüttert am Morgen die Insel. Mindestens 10 Menschen fallen dem Erdbeben zum Opfer. 940 werden verletzt.

### Donnerstag, 4. April 2024
- Jayapura/Indonesien: Zwei Anführer der Nationalen Befreiungsarmee West-Papuas, darunter Abubakar Tabuni, werden bei einer Schießerei mit der indonesischen Armee in der Nähe der Grasberg-Mine im Bezirk Mimika in Zentral-Papua getötet.
- Valletta/Malta: Myriam Spiteri Debono wird als Nachfolgerin von George Vella als dritte Frau im Amt des Präsidenten von Malta vereidigt.

### Freitag, 5. April 2024
- Brüssel/Belgien: Armenien und die Europäische Union haben sich nach hochrangigen Gesprächen in Brüssel auf ein wegweisendes Abkommen zur Unterstützung der armenischen Wirtschaft in den nächsten vier Jahren geeinigt. Das mit 270 Mio. EUR ausgestattete Hilfspaket soll Armenien helfen, seine Abhängigkeit von Russland zu verringern.

### Samstag, 6. April 2024

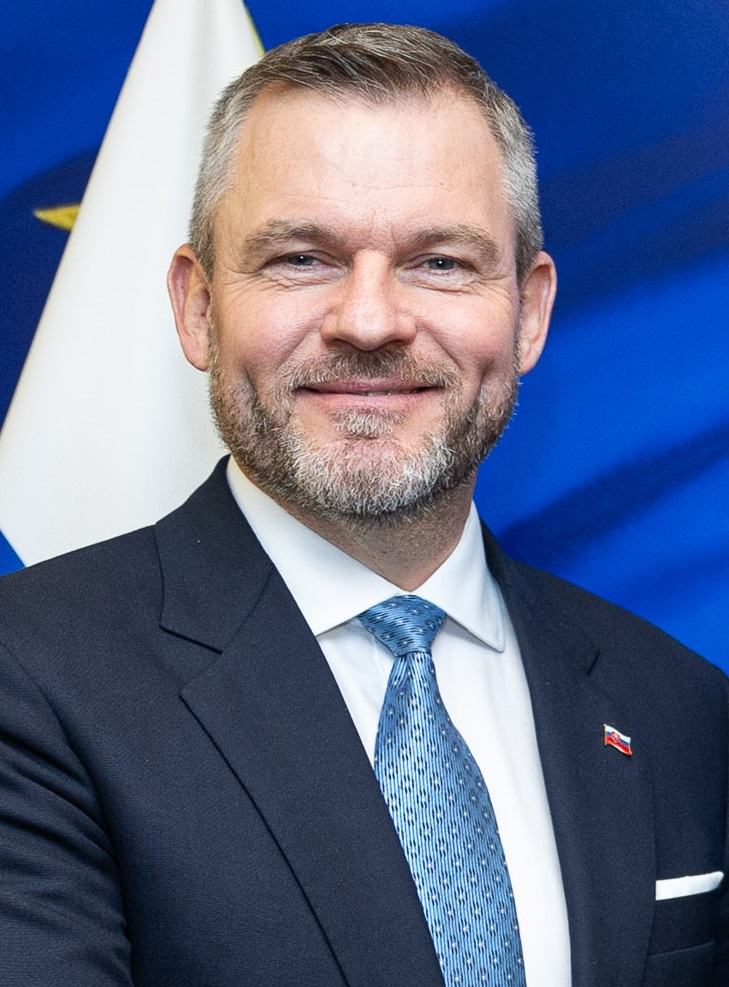
Peter Pellegrini (2024)

- Bratislava/Slowakei: Bei der Stichwahl um die Präsidentschaft setzt sich Peter Pellegrini gegen Ivan Korčok durch.
- Eibar/Spanien: Juan Ayuso vom UAE Team Emirates gewinnt die Baskenland-Rundfahrt.
- Quito/Ecuador: Der ecuadorianische Staatspräsident Daniel Noboa lässt die mexikanische Botschaft von der ecuadorianischen Polizei stürmen, um den dorthin geflüchteten ecuadorianischen Ex-Vizepräsidenten Jorge Glas zu verhaften.[3]
- Renens/Schweiz: Als Nachfolgerin von Balthasar Glättli wird Lisa Mazzone zur Präsidentin der Grünen Schweiz gewählt.

### Sonntag, 7. April 2024
- Nampula/Mosambik: Beim Untergang eines mit etwa 130 Personen statt maximal 100 überfüllten, nicht für den Personentransport konzipierten, Fischerbootes in der Nacht auf Sonntag kommen in der Provinz Nampula mindestens 91 Menschen ums Leben. Sie waren auf der Flucht vor einer Choleraepidemie in der Region Lunga zur Ilha de Moçambique.[4][5]
- Schaffhausen/Schweiz: Im Endspiel der Curling-Weltmeisterschaft der Herren bezwingt Schweden Kanada 6:5, Bronze geht nach Italien.
- Warschau/Polen: Kommunalwahlen[6]
- Wien/Österreich: Nach gut 44 Jahren sendet der ORF die letzte Folge des von Paul Lendvai moderierten Europastudios.
- Kigali/Ruanda: Gedenken an den 30. Jahrestag des Völkermords an den Tutsis in Ruanda im Jahr 1994

### Montag, 8. April 2024
- Nordamerika: Sonnenfinsternis vom 8. April 2024

### Dienstag, 9. April 2024

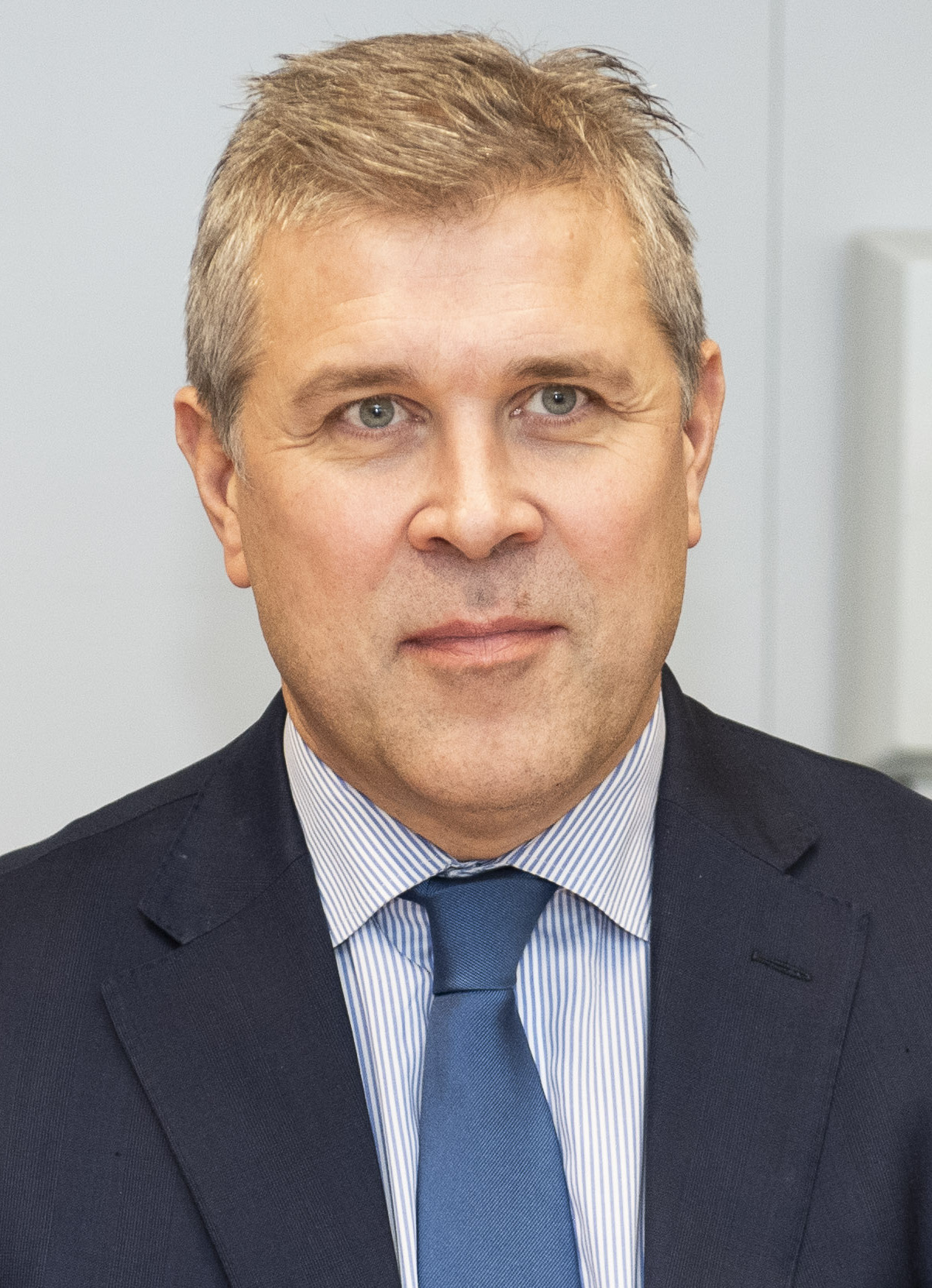
Bjarni Benediktsson (2023)

- Reykjavík/Island: Bjarni Benediktsson wird als Nachfolger von Katrín Jakobsdóttir zum Premierminister von Island ernannt.
- Straßburg/Frankreich: Urteilsverkündung des Europäischen Gerichtshofs für Menschenrechte zu drei Klimaklagen: zwei Klagen werden abgewiesen, in der erfolgreichen Klage wird die Schweiz verurteilt.

### Mittwoch, 10. April 2024
- Seoul/Südkorea: Parlamentswahl in Südkorea

### Freitag, 12. April 2024
- Berlin/Deutschland: In Berlin-Tempelhof beginnt der auf drei Tage anberaumte Palästina-Kongress. Die umstrittene Veranstaltung, an deren Organisation unter anderem DiEM25 und die Jüdische Stimme für gerechten Frieden in Nahost beteiligt waren, wird kurz nach Beginn von der Polizei aufgelöst und anschließend auch für Samstag und Sonntag verboten.[7]
- Frankfurt (Oder)/Deutschland: Die als Drillingseiche bezeichnete Stieleiche in Markendorf wird vom Kuratorium Nationalerbe-Baum der Deutschen Dendrologischen Gesellschaft zum Nationalerbe-Baum ausgezeichnet.[8]

### Samstag, 13. April 2024
- Iran, Israel, Naher Osten: In der Nacht vom 13. auf den 14. April 2024 findet ein iranischer Angriff auf Israel mit hunderten Fluggeschossen statt. Diese sind zum Teil auch im Jemen, im Libanon und andernorts gestartet worden. Zahlreiche Staaten beteiligten sich an der Luftverteidigung Israels.

### Sonntag, 14. April 2024
- Innsbruck/Österreich: Gemeinderats- und Bürgermeisterwahl
- Leverkusen/Deutschland: Mit einem 5:0-Heimsieg über Werder Bremen steht Bayer 04 Leverkusen vorzeitig erstmals als deutscher Fußballmeister fest.
- Utica/Vereinigte Staaten: Im Endspiel der Eishockey-Weltmeisterschaft der Frauen schlägt die Mannschaft Kanadas die aus den Vereinigten Staaten.
- Samedan/Schweiz: Bei einem Bergsturz im Val Roseg im Kanton Graubünden donnert ein geschätztes Volumen von acht bis neun Millionen Kubikmeter Fels, Geröll, Schnee und Eis ins Tal.

### Montag, 15. April 2024
- Washington, D.C./Vereinigte Staaten: Beginn der Frühjahrstagung des Internationalen Währungsfonds (bis 21. April).

### Dienstag, 16. April 2024
- Kopenhagen/Dänemark: In der ehemaligen Börse Kopenhagen ist ein Großbrand ausgebrochen.

### Mittwoch, 17. April 2024
- Honiara/Salomonen: Parlamentswahl auf den Salomonen
- Zagreb/Kroatien: Parlamentswahl in Kroatien

### Freitag, 19. April 2024
- Washington, D.C./Vereinigte Staaten: Beginn der Frühjahrstagung der Weltbank (bis 21. April).
- Indien: Beginn der Parlamentswahl
- Klagenfurt/Österreich: Im Finale der Österreichischen Eishockey-Liga schlägt Red Bull Salzburg den EC KAC.

### Samstag, 20. April 2024
- Venedig/Italien: Beginn der Kunstbiennale (bis 24. November)
- Homberg (Ohm)/Deutschland: Der Hohle Baum, eine Sommerlinde vor der Burg Homberg, wird vom Kuratorium Nationalerbe-Baum der Deutschen Dendrologischen Gesellschaft zum Nationalerbe-Baum ausgezeichnet.[9]

### Sonntag, 21. April 2024
- Vitoria-Gasteiz/Spanien: Parlamentswahl in der Autonomen Gemeinschaft Baskenland
- Malediven: Parlamentswahl auf den Malediven 2024

### Montag, 22. April 2024
- Der Copernicus Climate Change Service und die Weltorganisation für Meteorologie veröffentlichen ihren gemeinsamen „Bericht zum Zustand des europäischen Klimas 2023“ (European State of the Climate Report 2023), siehe auch Temperaturanomalien im Jahr 2023.[10][11]
- Toronto/Kanada: Der erst 17-jährige D. Gukesh gewinnt das Kandidatenturnier Toronto 2024 und ist somit der jüngste Herausforderer eines amtierenden Schachweltmeisters.

### Mittwoch, 24. April 2024
- Skopje/Nordmazedonien: Präsidentschaftswahl in Nordmazedonien (1. Runde)

### Freitag, 26. April 2024
- Berlin/Deutschland: Abschluss des 15. Petersberger Klimadialoges
- Bremerhaven/Deutschland: Im Finale der Deutschen Eishockey Liga schlagen die Eisbären Berlin die Fischtown Pinguins Bremerhaven.
- Marl/Deutschland: Verleihung des Grimme-Preises 2024
- Wien/Österreich: Im Rahmen der Amadeus-Verleihung 2024 erhält Hubert von Goisern den Preis für das Lebenswerk. RAF Camora, Bibiza und Wanda werden in jeweils zwei Kategorien ausgezeichnet.[12]

### Samstag, 27. April 2024
- Oschersleben/Deutschland: In der Motorsport Arena Oschersleben beginnt die 38. Saison der DTM.

### Sonntag, 28. April 2024
- Berlin/Deutschland: Letzter Tag der Deutschen Schwimmmeisterschaften
- Berlin/Deutschland: Im Finale der Deutschen Volleyball-Bundesliga der Männer schlagen die Berlin Recycling Volleys den VfB Friedrichshafen und werden so alleiniger Rekordmeister mit 14 Titeln.
- Schwerin/Deutschland: Im Finale der Deutschen Volleyball-Bundesliga der Frauen schlägt die Allianz MTV Stuttgart den SSC Palmberg Schwerin.
- Innsbruck/Österreich: Bürgermeister-Stichwahl zwischen Georg Willi (Grüne) und Johannes Anzengruber (JA)
- Rimini/Italien: Abschluss der Turn-Europameisterschaften der Männer.
- Valencia/Spanien: Beginn der La Vuelta Femenina
- Szeged/Ungarn: Letzter Tag der Ruder-Europameisterschaften

### Montag, 29. April 2024
- Nakuru County/Kenia: Infolge der seit Mitte März anhaltenden starken Regenfälle im ganzen Land bricht in der Region Mai Mahiu, etwa 60 Kilometer entfernt von Kenias Hauptstadt Nairobi, der sogenannte „Alte Kijabe-Damm“, eine durch den Eisenbahnbau der Kolonialzeit entstandene Barriere. Mindestens 45 Menschen sterben dadurch, besonders stark betroffen sind die Dörfer Kamuchiri und Kianugu.[13][14][15][16]
- Schloss Venaria Reale/Italien: Die für Klima, Energie und Umwelt zuständigen Minister der G7-Staaten einigen sich unter anderem auf den schrittweisen Ausstieg aus der Kohleverstromung „in der ersten Hälfte der 2030er Jahre oder innerhalb eines Zeitrahmens, der mit der Begrenzung des Temperaturanstiegs auf 1,5 Grad Celsius vereinbar ist“. Sie wollen zudem helfen, die weltweiten Kapazitäten erneuerbarer Energien bis 2030 zu verdreifachen und den Ausstoß von Methan weltweit drastisch zu reduzieren. Außerdem vereinbaren sie eine „G7-Wasserkoalition“ gegen die weltweite Wasserkrise.[17][18]

### Dienstag, 30. April 2024
- Berlin/Deutschland: Manja Schreiner tritt von ihrem Amt als Senatorin für Mobilität, Verkehr, Klimaschutz und Umwelt zurück, nachdem ihr die Universität Rostock den Doktorgrad entzogen hatte.[19]